# Coppa UDEAC 1984
La Coppa UDEAC 1984 (1984 UDEAC Cup) fu la prima edizione della Coppa UDEAC, competizione calcistica per nazione organizzata dalla UNIFFAC. La competizione si svolse in Congo-Brazzaville dal 9 dicembre al 20 dicembre 1984 e vide la partecipazione di sei squadre: Camerun, Ciad, Congo-Brazzaville, Gabon, Guinea Equatoriale e Rep. Centrafricana.

## Formula
- Qualificazioni

Nessuna fase di qualificazione. Le squadre sono qualificate direttamente alla fase finale.
- Fase finale

Fase a gruppi - 6 squadre, divise in due gruppi da tre squadre. Giocano partite di sola andata, le prime due classificate si qualificano per la fase a eliminazione diretta. Le terze classificate si qualificano per la finale per il quinto posto.
Fase a eliminazione diretta - 4 squadre, giocano partite di sola andata. La vincente si laurea campione UDEAC.

## Squadre partecipanti
| Pr. | Squadra            | Data di qualificazione certa | Partecipante in quanto | Partecipazioni precedenti al torneo | Ultima presenza |
| --- | ------------------ | ---------------------------- | ---------------------- | ----------------------------------- | --------------- |
| 1   | Camerun            | -                            | Qualificata di diritto | -                                   | Esordiente      |
| 2   | Ciad               | -                            | Qualificata di diritto | -                                   | Esordiente      |
| 3   | Congo-Brazzaville  | -                            | Qualificata di diritto | -                                   | Esordiente      |
| 4   | Gabon              | -                            | Qualificata di diritto | -                                   | Esordiente      |
| 5   | Guinea Equatoriale | -                            | Qualificata di diritto | -                                   | Esordiente      |
| 6   | Rep. Centrafricana | -                            | Qualificata di diritto | -                                   | Esordiente      |

Nella sezione "partecipazioni precedenti al torneo", le date in grassetto indicano che la nazione ha vinto quella edizione del torneo, mentre le date in corsivo indicano la nazione ospitante.

## Fase finale

### Fase a gruppi

#### Gruppo A

##### Classifica
| Pos | Squadra            | P.ti | G | V | N | P | GF | GS | DR |
| --- | ------------------ | ---- | - | - | - | - | -- | -- | -- |
| 1   | Congo-Brazzaville  | 4    | 2 | 2 | 0 | 0 | 7  | 1  | +6 |
| 2   | Rep. Centrafricana | 1    | 2 | 0 | 1 | 1 | 2  | 3  | -1 |
| 3   | Guinea Equatoriale | 1    | 2 | 0 | 1 | 1 | 1  | 6  | -5 |

##### Risultati
| Brazzaville 9 dicembre 1984 | Congo-Brazzaville | 5 – 0 | Guinea Equatoriale | Stade de la Revolution |

| Brazzaville 12 dicembre 1984 | Congo-Brazzaville | 2 – 1 | Rep. Centrafricana | Stade de la Revolution |

| Brazzaville 14 dicembre 1984 | Rep. Centrafricana | 1 – 1 | Guinea Equatoriale | Stade de la Revolution |

#### Gruppo B

##### Classifica
| Pos | Squadra | P.ti | G | V | N | P | GF | GS | DR |
| --- | ------- | ---- | - | - | - | - | -- | -- | -- |
| 1   | Camerun | 3    | 2 | 1 | 1 | 0 | 2  | 0  | +2 |
| 2   | Gabon   | 2    | 2 | 0 | 2 | 0 | 3  | 3  | 0  |
| 3   | Ciad    | 1    | 2 | 0 | 1 | 1 | 3  | 5  | -2 |

##### Risultati
| Brazzaville 10 dicembre 1984 | Camerun | 2 – 0 | Ciad | Stade de la Revolution |

| Brazzaville 12 dicembre 1984 | Ciad | 3 – 3 | Gabon | Stade de la Revolution |

| Brazzaville 14 dicembre 1984 | Camerun | 0 – 0 | Gabon | Stade de la Revolution |

#### Finale 5º posto
| Brazzaville 16 dicembre 1984                 | Ciad                 | 1 – 1 | Guinea Equatoriale | Stade de la Revolution |
| \| \| \| \| \| \| Tiri di rigore 3 – 2 \| \| |                      |       |                    |                        |
|                                              |                      |       |                    |                        |
|                                              | Tiri di rigore 3 – 2 |       |                    |                        |

### Fase a eliminazione diretta

#### Tabellone
|  | Semifinali         | Semifinali         | Semifinali |         |                   | Finale             | Finale             | Finale          |  |
|  |                    |                    |            |         |                   |                    |                    |                 |  |
|  | Congo-Brazzaville  | Congo-Brazzaville  | 3          |         |                   |                    |                    |                 |  |
|  | Congo-Brazzaville  | Congo-Brazzaville  | 3          |         |                   |                    |                    |                 |  |
|  | Gabon              | Gabon              | 0          |         |                   |                    |                    |                 |  |
|  | Gabon              | Gabon              | 0          |         | Congo-Brazzaville | Congo-Brazzaville  | 2 (4)              |                 |  |
|  |                    |                    |            |         | Congo-Brazzaville | Congo-Brazzaville  | 2 (4)              |                 |  |
|  |                    |                    | Camerun    | Camerun | 2 (5)             |                    |                    |                 |  |
|  | Camerun            | Camerun            | Camerun    | Camerun | 2 (5)             | 7                  |                    |                 |  |
|  | Camerun            | Camerun            |            |         |                   | 7                  |                    |                 |  |
|  | Rep. Centrafricana | Rep. Centrafricana | 1          |         |                   | Finale 3º posto    | Finale 3º posto    | Finale 3º posto |  |
|  | Rep. Centrafricana | Rep. Centrafricana | 1          |         |                   |                    |                    |                 |  |
|  |                    |                    |            |         |                   |                    |                    |                 |  |
|  |                    |                    |            |         |                   | Gabon              | Gabon              | 2 (5)           |  |
|  |                    |                    |            |         |                   | Gabon              | Gabon              | 2 (5)           |  |
|  |                    |                    |            |         |                   | Rep. Centrafricana | Rep. Centrafricana | 2 (4)           |  |

#### Semifinali
| Brazzaville 17 dicembre 1984 | Congo-Brazzaville | 3 – 0 | Gabon | Stade de la Revolution |

| Brazzaville 17 dicembre 1984 | Camerun | 7 – 1 | Rep. Centrafricana | Stade de la Revolution |

#### Finale 3º posto
| Brazzaville 19 dicembre 1984                 | Gabon                | 2 – 2 | Rep. Centrafricana | Stade de la Revolution |
| \| \| \| \| \| \| Tiri di rigore 5 – 4 \| \| |                      |       |                    |                        |
|                                              |                      |       |                    |                        |
|                                              | Tiri di rigore 5 – 4 |       |                    |                        |

#### Finale
| Brazzaville 20 dicembre 1984                 | Camerun              | 2 – 2 | Congo-Brazzaville | Stade de la Revolution |
| \| \| \| \| \| \| Tiri di rigore 5 – 4 \| \| |                      |       |                   |                        |
|                                              |                      |       |                   |                        |
|                                              | Tiri di rigore 5 – 4 |       |                   |                        |